# Давид Двински
Свети Давид Двински (јерм. Դավիթ Դվնեցի; познат и као Давид Ечмијадзински) је хришћански светитељ и мученик. Отац му је био Персијанац, а мајка Јерменка. Пре него што је прешао у хришћанство и крстио се звао се Сурхан. Отац му је био персијски племић из породице Хорасана. У Јерменију је свети Давид дошао између 658 и 661. године у походу Арапа на ту државу. У Јерменији је примио хришћанство и крстио се, због чега је касније мучен и убијен.
Први помен о мучеништву Давида Двинског се налази у делу из 10. века чији је аутор католикос свих Јермена, Ованес Драсханакертци. Сурхана је крстио велики кнез Григор и потом му дао да управља једном облашћу у кнежевини. Живео је праведно и био је познат по богоугодном животу, оженио се и имао је деце. У арапском походу на Јерменију, који је предводио Абдулах, Давид је ухваћен и мучен. Три дана је био у тамници где му је почупана коса и брада, а потом је тучен. Пошто је одбио да се врати у ислам, Абдулах је наредио да га разапну на крст. Док је ишао да га разапну на крст Давид се молио Богу и захваљивао му на могућности да страда мученичком смрћу. Околни народ и његова жена, који су се скупили око крста на коме је распет, су га охрабривали у одлуци да страда за веру. Док је био распет на крсту прободен је мачем и тако је преминуо. У хришћанској традицији се спомиње да се крст који је био окренут на југ чудесно окренуо према истоку. То се догодило у граду Двину, највероватније 703. године, а према неким изворима 693. године.
Сахрањен је у цркви светог Григорија у граду Ечмијадзину (данас Вагаршапат).
Српска православна црква слави га 23. децембра по црквеном, а 5. јануара по грегоријанском календару. Јерменска апостолска црква има покретан календар, а 2011. године славила је празник 26. септембра.